# 森清範
森 清範（もり せいはん、1940年〈昭和15年〉7月8日 - ）は、清水寺の貫主（住職）。また、1995年（平成7年）より始まった財団法人日本漢字能力検定協会が主催する「今年の漢字」において、公募で選ばれたその年を表す一文字の漢字を清水寺の舞台で揮毫していることでも知られている。

## 略歴
- 1940年（昭和15年）、京都市・清水に生まれる。
- 1955年（昭和30年）、当時の清水寺貫主・ 大西良慶和上のもと得度・入寺。
- 1959年（昭和34年）、大谷高等学校卒業。
- 1963年（昭和38年）、花園大学文学部卒業[1]。八幡市円福寺専門道場に掛塔 （雲水修業）後、清水寺・真福寺住職に就任。
- 1979年（昭和54年）、清水寺法務部長
- 1988年（昭和63年）4月、清水寺貫主、北法相宗管長就任。

## 「今年の漢字」の揮毫
- 森清範貫主の直筆書は、京都八福庵が公許取扱処として管理している。
- 漢字は発表の少し前に、漢検協会の事務封筒で厳重に何重にも白い紙で包まれ寺に届き開封せず執事長が預かり、発表当日の午前11時、発表の3時間前に漢検の理事長が来て開封し初めて知らされ、それから2時間イメージトレーニングを行い、揮毫は練習無しのぶっつけ本番である。「失敗は許されない。やはり、緊張いたします」と語っている[2]。
- 書いた直後から「あの字は、はねてないのにはねている」など寺務所に抗議の電話がかかってくることもあり、2022年に「戦」を書いた際は、右上の点が線とひっついていたことから「点がひとつ足りない」と多くの抗議が来たという[2]。
- 阪神タイガースのファンで、阪神の38年ぶりの日本一で注目された2023年は「虎」は4位だったが、森貫主は「（今年の漢字は）『虎』やろうなあと内心は思っていた」と語っている[3]。

## その他の揮毫

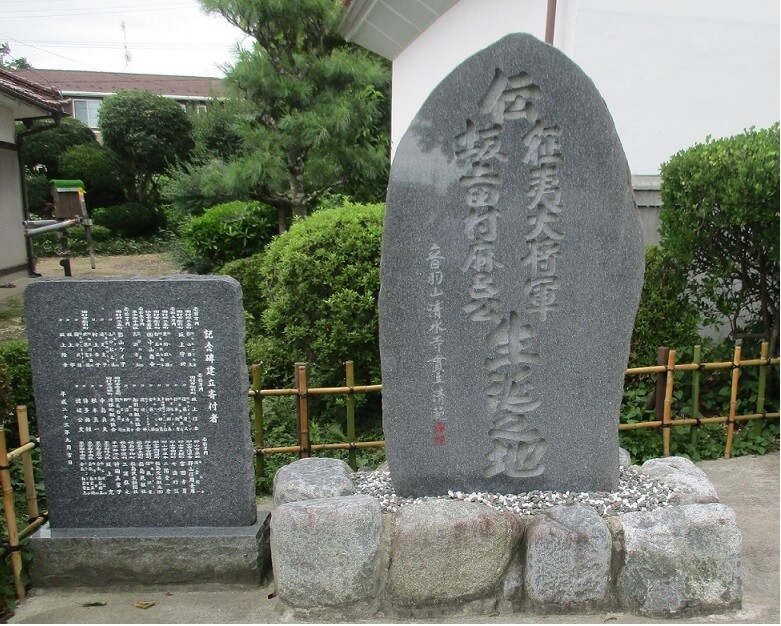
「伝 征夷大将軍 坂上田村麻呂公 生誕之地」碑

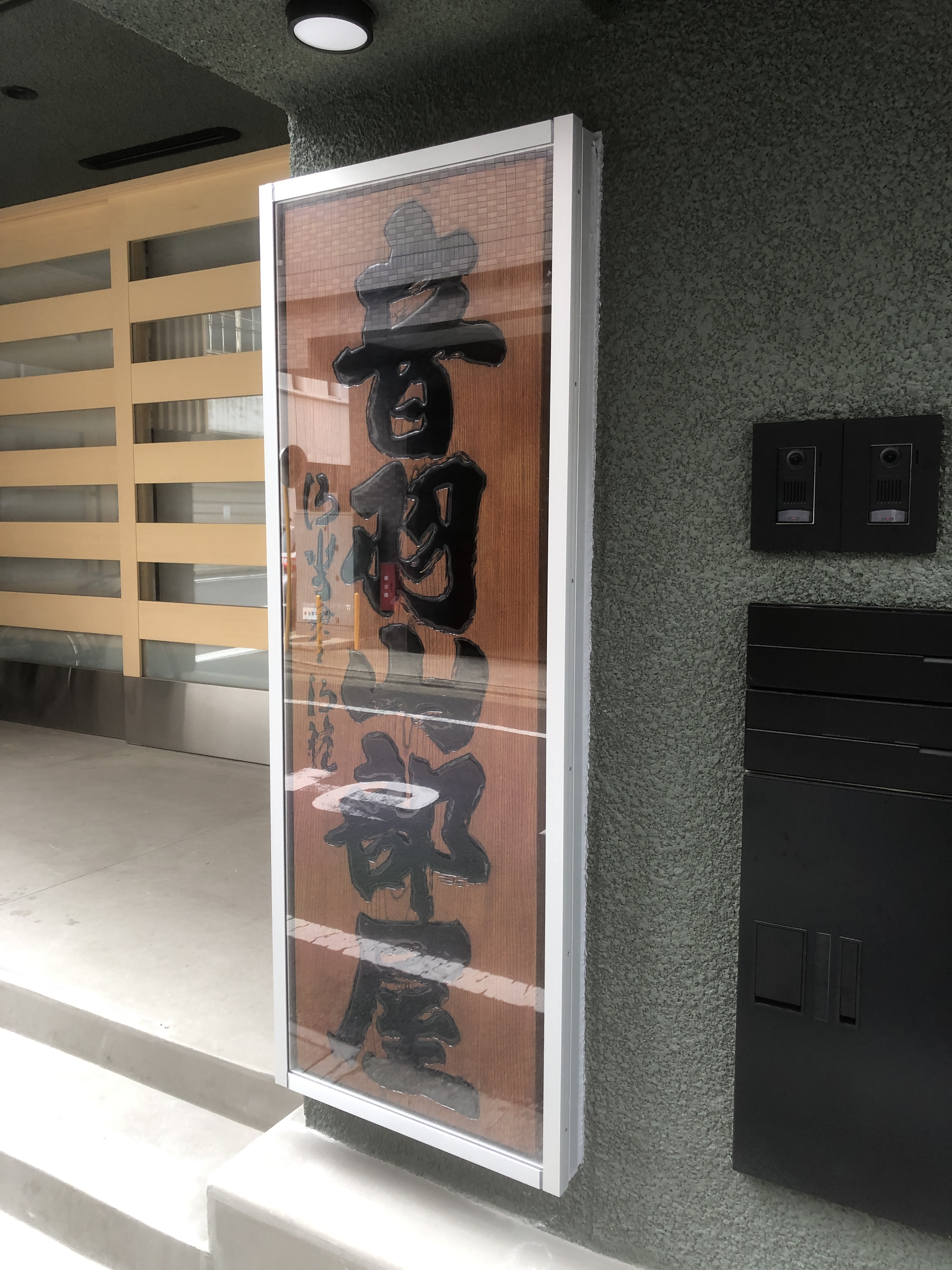
音羽山部屋の看板

- 坂上田村麻呂没後1200年記念事業として2011年に福島県郡山市に建てられた「伝 征夷大将軍 坂上田村麻呂公 生誕之地」碑を揮毫。
- 2012年に岩手県奥州市の被災者のため「不撓不屈」「一心合力」の書を揮毫。
- 2012年公開の映画『道〜白磁の人〜』の「道」の題字を揮毫し、映画の題字に初挑戦した[4]。
- 2012年から2014年までKBS京都などで放送されたテレビ番組『極上の京都〜京都人の案内する本物の京都〜』の題字を揮毫した[5]。
- 2016年に長野県庁の特別室に飾られる書「行不由径」を揮毫。
- 静岡県磐田市特産の海老芋を使い製造した海老芋焼酎「磐田の風」のラベルを揮毫[6]。
- 2024年、大相撲の元横綱・鶴竜が創設した音羽山部屋の看板を揮毫。清水寺の山号が「音羽山」という縁もあり実現した[7]。

## 役職
- 清水寺貫主
- 北法相宗管長
- 全国清水寺ネットワーク会議代表
- 京都仏教クラブ会長
- 洛陽三十三所観音霊場会会長
- 岩手県奥州市文化大使
- 希望郷いわて文化大使
- 東北震災支援「縁」プロジェクト顧問

## 著書
- 『心を活かす』（1994年、講談社）
- 『心に花を咲かそう』（1996年、講談社）
- 『人のこころ 観音の心』（1998年、日本ビジネスプラン）
- 『心を練る』（2000年、講談社）
- 『清水寺まんだら』（2005年、春秋社）
- 『一文字説法 観音のこころ』（2005年、佼成出版社）
- 『心に響く』（2005年、講談社DVD Book）
- 『心で観る』（2005年、講談社DVD Book）
- 『命こそ仏さま』（2009年、日本ビジネスプラン）
- 『力まない』（2009年、三笠書房）
- 『水は知的生命体である』（2009年、風雲舎）(共著)
- 『心を摑む』（2010年、講談社）
- 『こころの水』（2012年、角川マガジンズ）
- 『見える命 見えないいのち』（2014年、日本ビジネスプラン）
- 『こころの幸』（2015年、KADOKAWA）
- 『四季のこころ』（2018年、KADOKAWA）